# Pseudeustrotia isomera
Pseudeustrotia isomera là một loài bướm đêm trong họ Noctuidae.